# Cobell v. Salazar

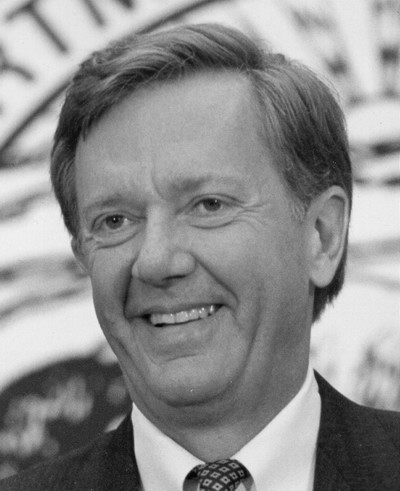
Bruce Babbitt 1993 bis 2001 US-Innenminister im Kabinett Clinton.

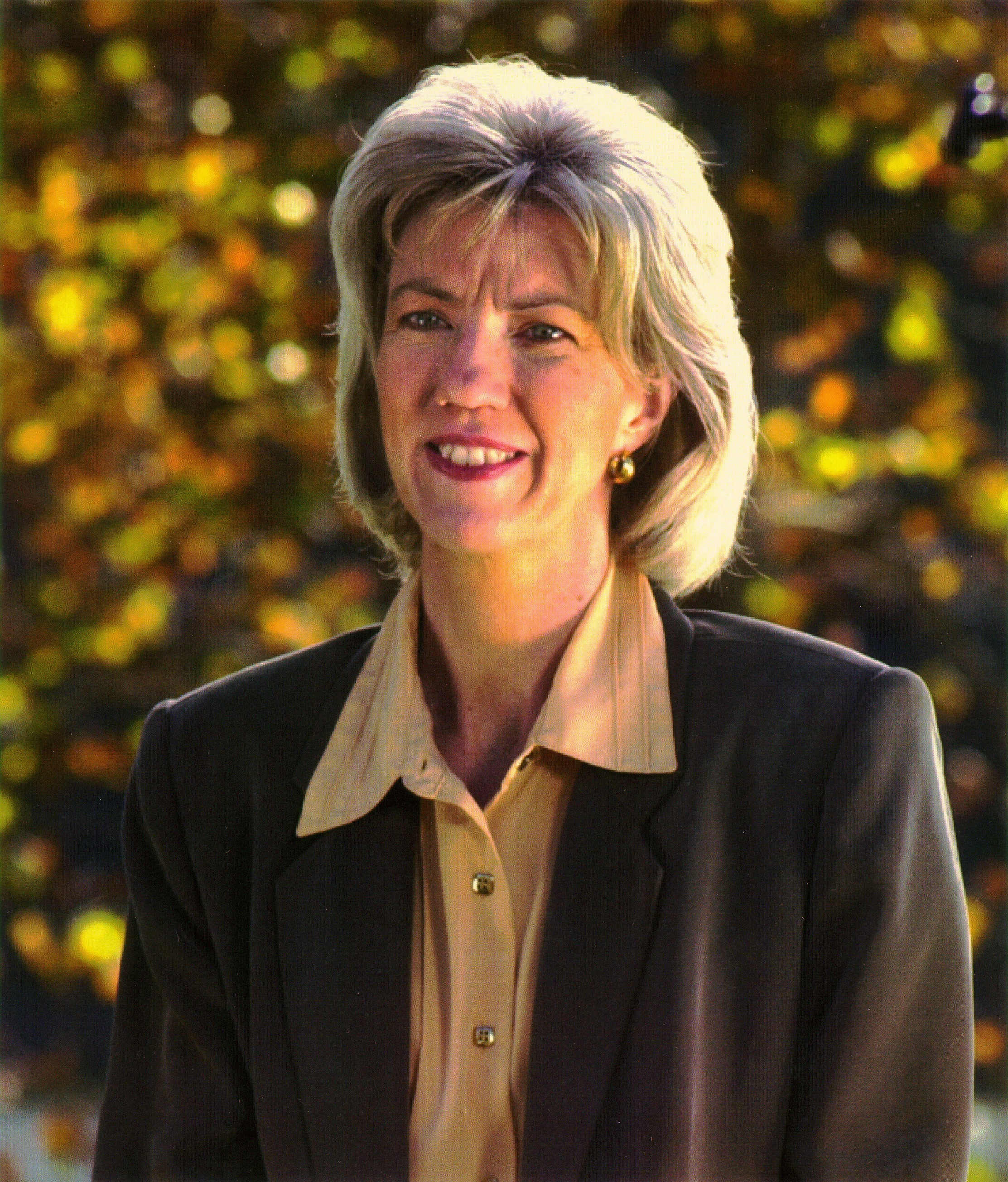
Gale Norton Sie war von Januar 2001 bis März 2006 Innenministerin der Vereinigten Staaten im Kabinett von Präsident George W. Bush

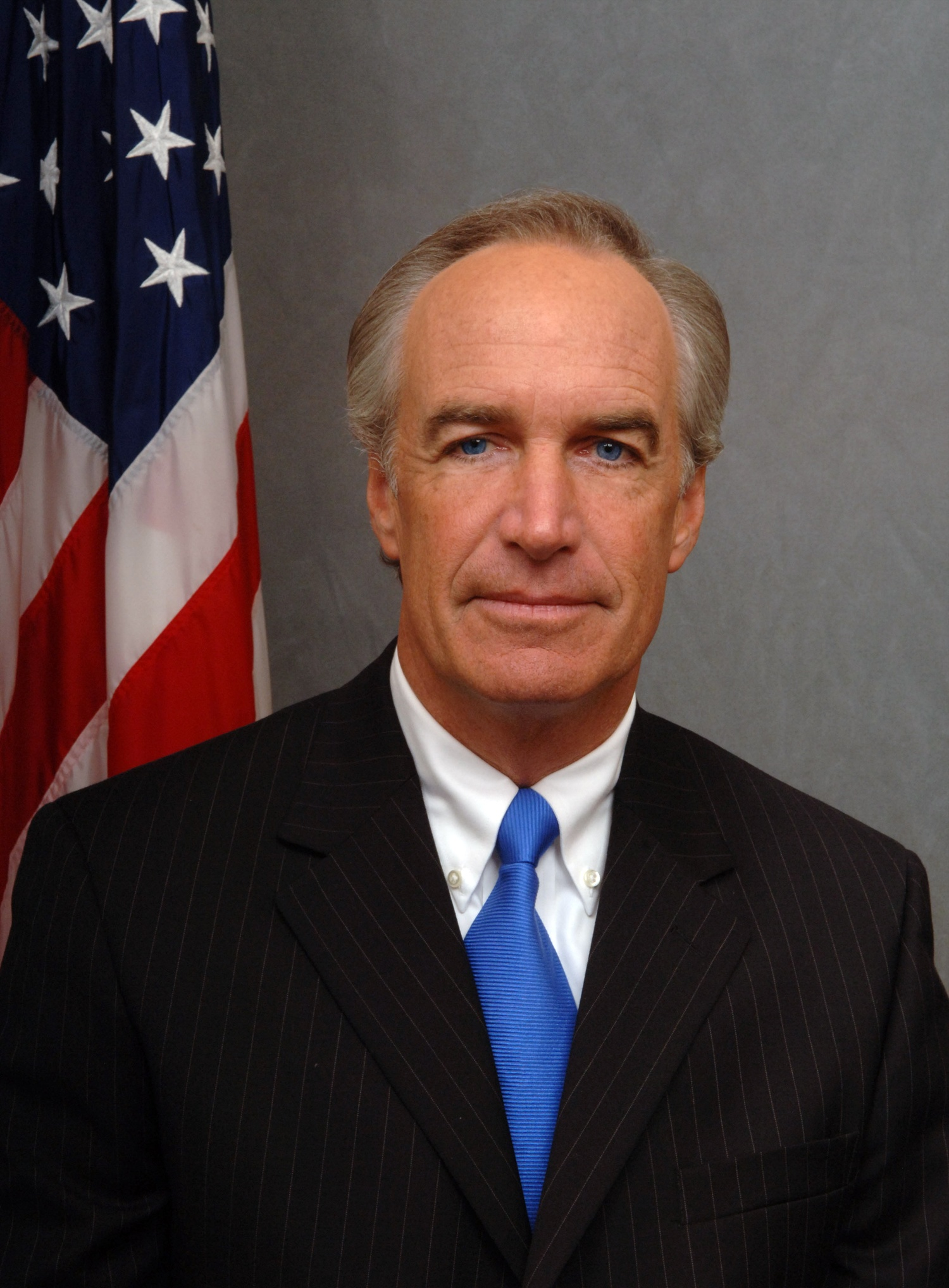
Dirk Kempthorne (2006) Er war vom 26. Mai 2006 bis zum 20. Januar 2009 Innenminister der Vereinigten Staaten unter Präsident George W. Bush.

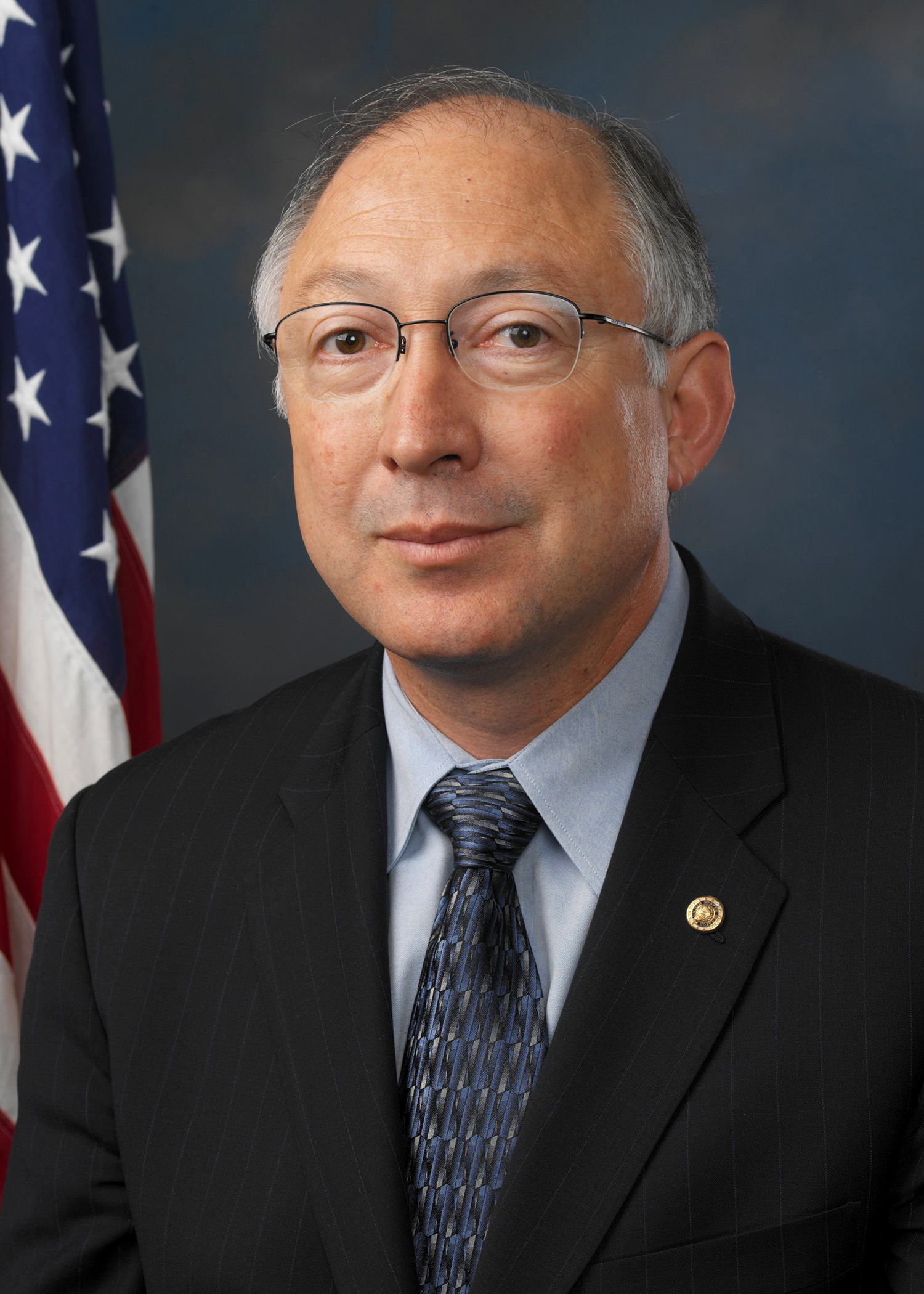
Ken Salazar Er war vom 20. Januar 2009 bis zum April 2013 Innenminister der Vereinigten Staaten unter Präsident Barack Obama.

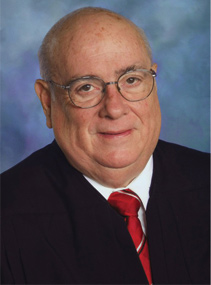
Royce C. Lamberth Verantwortlicher Richter im Prozess Cobell v. Salazar. Ihm wurde vorgeworfen einen Hass auf das BIA während des Prozesses entwickelt zu haben. Er nannte das BIA einen Dinosaurier und inkompetent. Er veranlasste die Abschaltung des Computer-Netzwerkes des BIA

Cobell v. Salazar auch Cobell v. Babbit, Cobell v. Norton, Cobell v. Kempthorne war eine Sammelklage, die 1996 gegen das Innenministerium und das Finanzministerium der Vereinigten Staaten von der Indianer-Aktivistin Elouise P. Cobell initiiert wurde. Bei der Klage ging es um Missmanagement und Korruption innerhalb des Bureau of Indian Affairs (BIA). 
Ursprünglich vertrat Cobell unter Anderen den Blackfoot-Indianer James Mad Dog Kennerly aus Montana. Obwohl das BIA sein geerbtes Grundstück an einen Ölkonzern vergeben hatte und sich auf dem Gelände 5 profitable Ölquellen befanden, erhielt dieser lediglich einmal im Monat einen Scheck in Höhe von 30 Dollar vom BIA. Viele weitere Betroffene schlossen sich der Klage an. Die ursprünglich geforderte Summe betrug 176 Milliarden Dollar. Es handelte sich dabei um die größte Sammelklage in der Geschichte der Vereinigten Staaten mit über 500.000 Betroffenen. Der Fall wurde am 8. Dezember 2009 außergerichtlich durch einen Vergleich abgeschlossen. Die Bundesregierung versprach 3,4 Milliarden US-Dollar an die betroffenen Landbesitzer auszuzahlen. Dafür verabschiedete der US – Repräsentantenhaus 2010 den 'Claims Resolution Act of 2010'. Präsident Obama unterzeichnete das Gesetz am 8. Dezember 2010.

## Fakten
Am 8. Februar 1887 erließ der US-Kongress den „General Allotment Act“ („Allgemeines Landzuweisungsgesetz“). Später wurde er allgemein als Dawes Act bekannt, nach Senator Henry L. Dawes aus Massachusetts, der ihn ausgearbeitet hatte. Das Reservatsland wurde in 160 Acre große Flächen unterteilt und an jedes Familienoberhaupt der Indianer zur alleinigen Nutzung zugeteilt. Alle unverheirateten Reservatsbewohner über 18 Jahre und minderjährige Waisen wurden mit 80 Acre belehnt, Kinder unter 18 Jahre erhielten 40 Acre und Ehefrauen erhielten kein Land. Die oft ertraglosen Parzellen wurden jedoch erst nach 25 Jahren Eigentum der Indianer. Die Regierung fungierte als Treuhänder. Viele Ureinwohner kannten kein Privateigentum an Grund und Boden und wussten oftmals gar nicht wo ihre Parzellen lagen, bzw. die Parzellen lagen so weit von der Heimat entfernt, dass sie von ihnen nicht bewirtschaftet werden konnten. Da der Dawes Act analog zum Homestead Act aber die Bewohnung und Bewirtschaftung der Parzellen vorschrieb um in das Eigentum an die Besitzer überzugehen, erfolgte der Grundbucheintrag oftmals gar nicht erst. Der formelle Eigentümer war weiterhin das BIA, welches diese Grundstücke an weiße Farmer, Forstunternehmen und andere Interessierte verpachtete, bzw. Schürfrechte an Minenunternehmen, Ölfördergesellschaften und andere Unternehmen vergab und vergibt. Da die Besitzrechte vererbbar waren, sollte das BIA die Einnahmen an die legalen Besitzer aus der Parzellierung von Reservatsland auszahlen. Dies geschah aber oftmals nicht oder in zu geringem Umfang. Auch wurden die Besitzer nicht über die Verpachtungen informiert. Sie erhielten keine Informationen über den Status ihres Besitzes, da das BIA versuchte Klagen zu vermeiden, oder die Gelder innerhalb der BIA veruntreut wurden. Auch wurden die Grundstücke oftmals viel zu billig verpachtet, bzw. Schürfrechte unter Marktpreis vergeben. Die Parzellierung von Reservats-Land wurde endgültig erst 1934 durch den Indian Reorganization Act gestoppt. Noch heute haben Hunderttausende Besitzansprüche an Grund und Boden aus der Parzellierung von Indianerreservaten, ohne dass es dafür Grundbucheinträge auf ihre Namen gibt. Ohne diesen Eintrag können die Besitzer den Grund und Boden weder selbst bewirtschaften noch in Eigenregie verpachten.

## Sonstiges
Während des Prozesses musste das Computer-System und das Computer-Netzwerk des BIA aufgrund von Gerichtsentscheidungen mehrmals abgeschaltet werden. Es bestand der Verdacht, dass Konten und Daten manipuliert worden seien.
Dem zuständigen Richter Royce C. Lamberth des United States District Court for the District of Columbia wurde am 11. Juli 2006 das Verfahren mit der Begründung entzogen er hätte einen Hass gegen das Innenministerium entwickelt und sich auf die Seite der Indianer geschlagen. Er würde einen Krieg gegen das BIA führen. Das Verfahren wurde nach den jeweiligen US-Innenminister benannt der als Beklagter auftrat. Das BIA ist eine Abteilung des Innenministeriums. Da sich das Verfahren über mehrere Regierungen und Legislaturperioden hinzog, erhielt das Verfahren mehrere Namen. Unter Ken Salazar kam es zu der außergerichtlichen Einigung.